# McMillan CS5
McMillan CS5 — снайперська гвинтівка, розроблена підприємством, котре було створене, як сімейний бізнес.
Гвинтівка з поворотним поздовжньо-ковзним затвором CS5 була спеціально розроблена як компактна, малошумна високоточна зброю. Укорочена і стандартна конфігурації призначені для використання як воєнізованими, так і правоохоронними підрозділами.
Зі знятими прикладом і глушником довжина CS5 становить всього 580 мм, що дозволяє їй розміщуватися у рюкзаку або у чохлів, який не приваблює особливої уваги.
Використання дозвукових боєприпасів 0.308 Winchester дозволяє CS5 досягти точності 0.2 mrad (0.75 хвилин градуса), а у міських умовах вона може бути ще кращою. Такої ж точності вдається домогтися і з типовими 7.62-мм боєприпасами NATO. Таким чином, це вогнепальна зброя може бути використана як з дозвуковими боєприпасами, так і у ролі традиційної снайперської гвинтівки.
При розробці гвинтівки враховувалися побажання снайперів елітних військових підрозділів. Вільно регульований приклад може підійти будь-якому користувачеві, незалежно від його зросту, статури, одягу або стрілецької позиції. Гвинтівка може бути знята з запобіжника, не прибираючи пальця з курка. Індексні мітки дозволяють легко привести гвинтівку в обрану раніше бойову настройку, спусковий гачок Anschutz коригується по величині зусилля і довжині ходу.